# Physogastrie

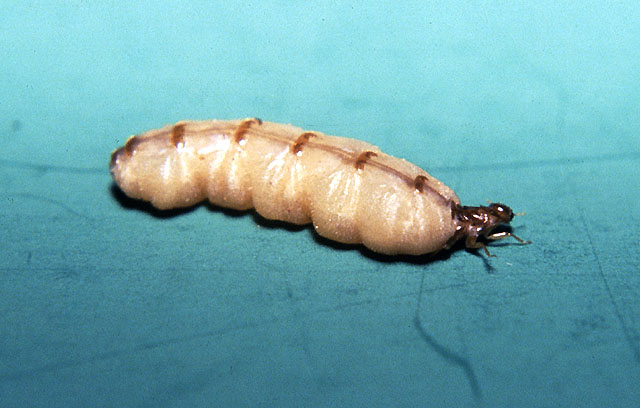
Eierlegende Termitenkönigin

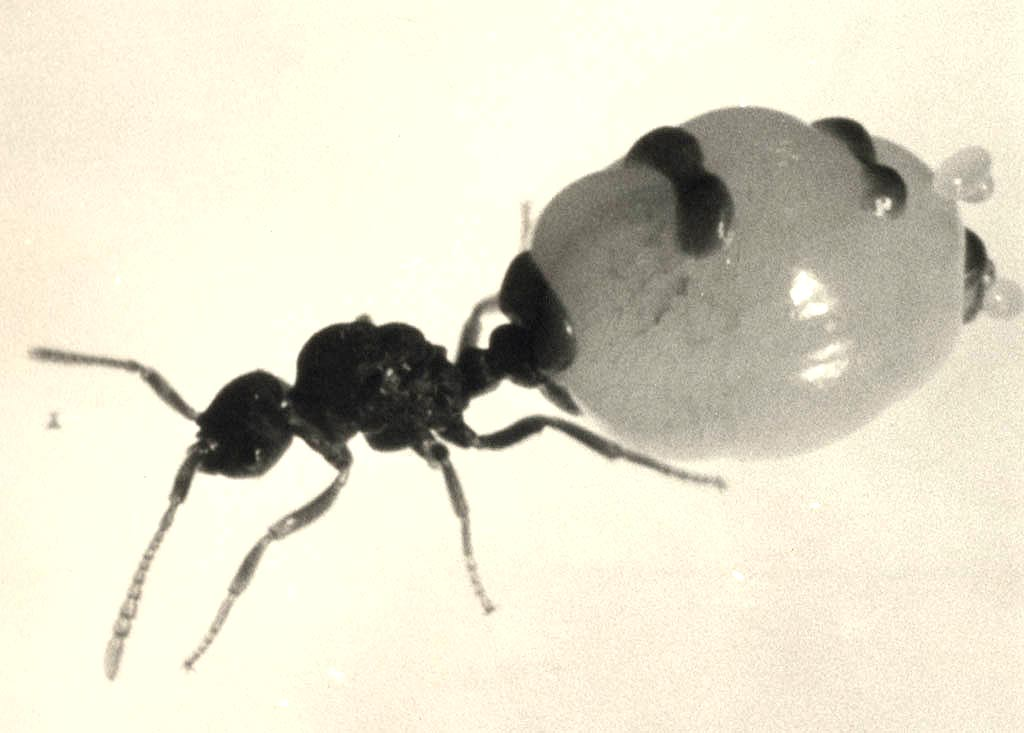
Eierlegende Ameisenkönigin

Physogastrie (von griechisch physa: Blase und gaster: Bauch) bezeichnet in der Entomologie das Anschwellen des Hinterleibs, meist durch verstärktes Wachstum der Ovarien und des Fettkörpers der Weibchen. Die Form mit normalem, nicht angeschwollenem Hinterleib wird gelegentlich stenogastrisch genannt.

## Ameisen, Wespen, Bienen
Physogastrie ist typisch für die Königinnen von sozialen Insekten. Sie tritt häufig bei Königinnen von Termiten und Ameisen, in abgeschwächter Form auch bei sozialen Wespen (sozialen Faltenwespen)- und Bienen-Arten auf. Ausnahmsweise gibt es sie auch bei Arbeiterinnen, zum Beispiel denen der Honigtopfameisen, bei denen der angeschwollene freie Hinterleib (Gaster) keine Eier, sondern einen Nahrungsvorrat aufnimmt.

## Termiten
Bei Termitenköniginnen tritt Physogastrie vor allem bei den „höheren“ Termiten, der Familie Termitidae, auf, ist aber vereinzelt auch aus einer Reihe anderer Familien bekannt. Bei der Koloniegründung ist der Hinterleib der künftigen Königin noch normal groß. Bei den Königinnen der Gattung Macrotermes kann er im voll ausgebildeten Zustand das fünfhundertfache Volumen erreichen, bei Cephalotermes das tausendfache. Das Wachstum erfolgt graduell über mehrere Jahre, wobei die Zahl der Ovariolen nicht zunimmt, diese aber, von vorn nach hinten, graduell ausreifen und dabei an Größe zunehmen. Der Hinterleib könnte auch bei maximaler Dehnung diese Menge nicht aufnehmen. Deshalb gibt es bei den Termitenköniginnen, als große Ausnahme unter den Insekten, sogar ein echtes Wachstum der Kutikula beim imaginalen Tier und ohne Häutungsvorgänge. Dieses Wachstum, das häufig, aber nicht immer mit Physogastrie verbunden ist, wird mit dem Fachausdruck Neosomie bezeichnet.

## Zweiflügler, Käfer
Neben den Termiten selbst ist Physogastrie verbreitet bei einer Reihe von Arten, die als Parasiten oder Kleptoparasiten in Termitenbauten leben (zusammen als „Einmieter“ oder Inquilinen bezeichnet). Physogastrie bei Termiten-Inquillinen kommt vor allem bei den Larven und Imagines verschiedener Zweiflügler (Diptera) und Käfer (Coleoptera) vor, Beispiele wären etwa die Termitenfliegen (zu den Phoridae oder Buckelfliegen gehörig), viele Kurzflügelkäfer (Staphylinidae). Viele physogastrische Arten besitzen besondere Drüsen, deren Sekret auf Termiten anlockend und besänftigend wirkt, sie lecken oft deren Hinterleib ab. Der Zusammenhang wurde von Erich Wasmann als eine besondere Form der Symbiose als „Symphilie“ bezeichnet.

## Milben

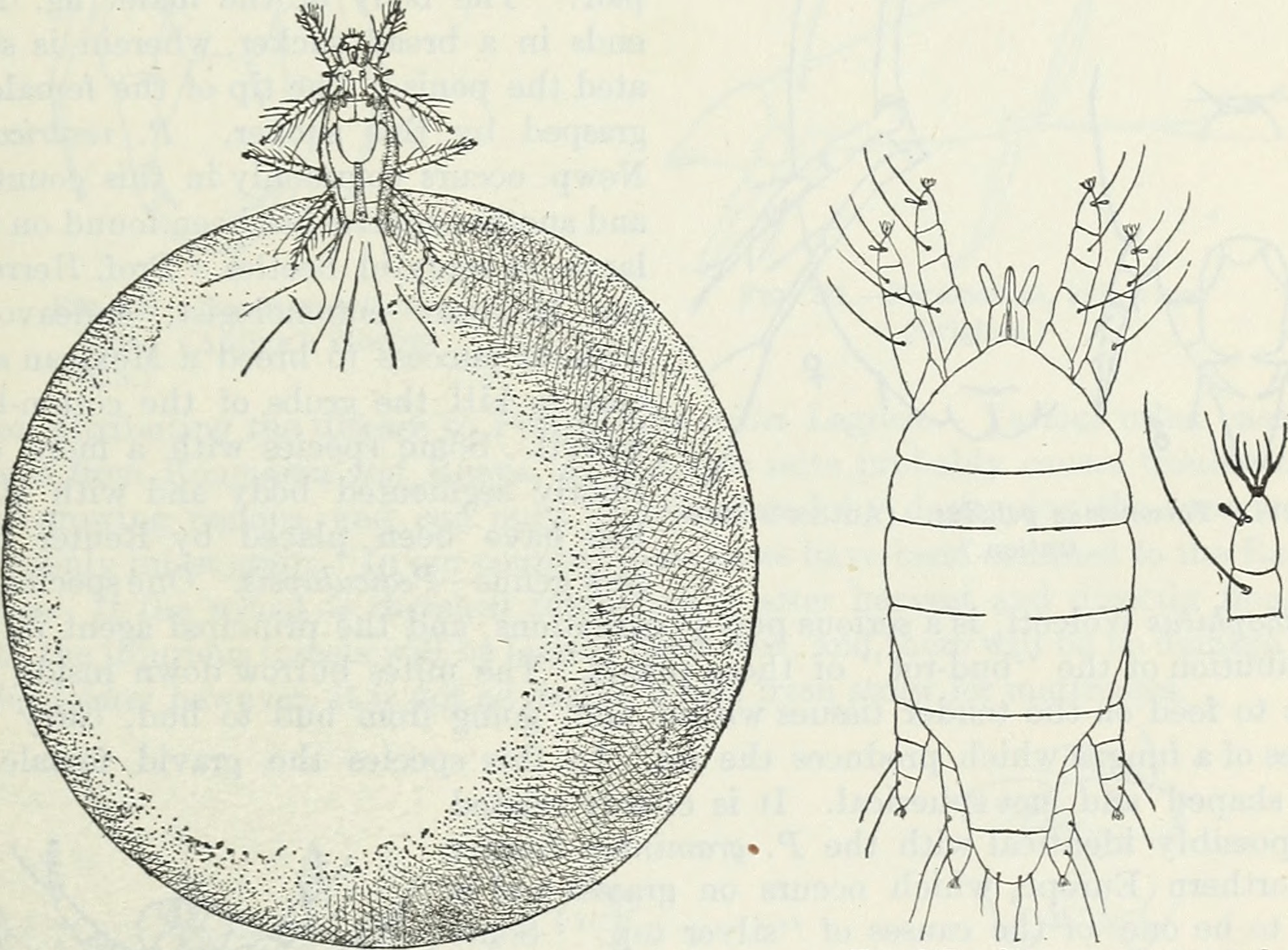
Links: Weibl. Kugelbauchmilbe Pyemotes ventricosus (Newp., 1850)

Physogastrie existiert außer bei Insekten auch bei einigen Milben-Arten.
Die Weibchen von Scutacarus acarorum zeigen durch den physogastrischen Körper, dass sie eierlegende Weibchen und keine potentiell phoretisch lebenden Weibchen mehr sind. Letztere haben die Neigung auf Hummelköniginnen zu klettern um in dieser Transportgemeinschaft zu überwintern.
Bei Arten der Gattung Pyemotes, besonders gut untersucht an der Art Pyemotes herfsi, einem Parasiten der Kleidermotte, sticht das Weibchen eine Mottenraupe, die daraufhin gelähmt ist. Danach verflüssigt es den Leibesinhalt und saugt ihn aus. Der Hinterleib schwillt dabei kugelförmig an und erreicht etwa einen Millimeter Durchmesser, während gleichzeitig die Ovarien reifen. Vorher erreicht das ganze Tier eine Länge von nur 0,2 bis 0,32 Millimetern.